# 交克
交克，地处泰缅边境，是缅甸克伦邦妙瓦底下辖的一个小山村。该村目前处于民主克伦佛教军管辖，不属于缅甸政府官方行政区划设立的建制村。

## 事件
交克园区、新泰昌园区等电诈园区位于该村境内。2025年3月，民主克伦佛教军总司令索山昂表示，超过400名在交克村参与网上洗钱活动的外国人将被驱逐出境，其中包括来自22个国家的公民。